# Kenneth Sims
Kenneth Sims (Kosse, Texas, 31 de octubre de 1959-Waynesville, Carolina del Norte; 21 de marzo de 2025) fue un jugador estadounidense de fútbol americano que jugó nueve temporadas con dos equipos en la NFL en la posición de defensive end, fue dos veces All-American y miembro del Salón de la Fama del Fútbol Americano Universitario.

## Carrera deportiva

### Universitario
A nivel universitario jugó para los Texas Longhorns, donde en su segunda temporada logró 131 tackleadas y nombrado All-American. En su último año fue el primer jugador de la universidad en ganar el Premio Lombardi en 1981, año en el que también ganó el premio como liniero del año y fue el jugador defensivo con más votos para el trofeo Heisman, además de ser seleccionado dos veces al equipo ideal de la conferencia y su segundo logro de All-American, con la diferencia de que el segundo lo logró de manera unánime. En 1982 ganó el Cotton Bowl donde venció a Alabama Crimson Tide por 14-12.

### Profesional
Fue la primera selección global del Draft de la NFL de 1982 por los New England Patriots, siendo en ese momento el tercer jugador de los Longhorns en haber sido seleccionado en la primera ronda global del Draft. En su primera temporada terminó en quinto lugar de la votación como novato defensivo del año. Jugó 74 partidos en su etapa con los Patriots donde registró 17 capturas, teniendo su mejor año en 1985 donde registró 5.5 capturas y se perdió el Super Bowl XX por tener varias lesiones en rodillas, espalda y piernas, las cuales lo molestaron la mayor parte de su carrera. Al año siguiente se le rompió el talón de Aquiles en el primer partido de la temporada. Fue contratado con otro contrato de un año en 1989 y se perdió el último partido de la temporada de 1989 por una lesión en la rodilla.
En 1992 luego de pasar por rehabilitación por consumo de alcohol, Sims firmó un contrato por una temporada con los Buffalo Bills; pero fue dejado en libertad antes de iniciar la temporada.

## Vida personal
Al terminar la temporada de 1985 los Patriots programaron un examen antidopaje a seis jugadores, uno de ellos fue Sims, que admitió que consumió drogas en sus primeros años. Sims aceptó pasar por un programa de rahabilitación para quedar limpio. En 1990 Sims fue arrestado en Austin, Texas por posesión de cocaína. Como consecuencia del incidente, los Patriots lo dejaron libre 16 días después.